# Portugáliai Beatrix savoyai hercegné
Beatrix portugál infánsnő, portugálul: Beatriz de Portugal, (Lisszabon, 1504. december 31. – Nizza, 1538. január 8.), az Avis-házból származó portugál királyi hercegnő, I. Mánuel király leánya, 1521-től házassága révén savoyai hercegné. 1531-től haláláig Asti szuverén grófnője.

## Élete

### Származása
Beatrix infánsnő 1504-ben született Lisszabonban. Édesapja az Avis-házból való I. (Szerencsés) Mánuel portugál király (1469–1521) volt, Ferdinánd portugál infánsnak (1433–1470), Viseu és Beja hercegének, és Beatrix portugál infánsnőnek (1430–1506), János portugál herceg leányának fia.
Édesanyja Mánuel király második felesége, Aragóniai Mária spanyol infánsnő (1482–1517) volt, II. (Katolikus) Ferdinánd aragóniai király és  I. (Katolikus) Izabella kasztíliai királynő leánya. 
Szülei házasságából tíz testvér született:
- János (1502–1557), trónörökös, 1521-től III. János néven apja utódaként Portugália királya,
- Izabella (1503–1539), 1526-tól I. (Habsburg) Károly spanyol király (1500–1558) felesége, 1530-tól német-római császárné,
- Beatrix (1504–1538), aki 1521-ben III. Károly savoyai herceg (1486–1553) felesége lett,
- Lajos (1506–1555), Beja hercege, Portugália condestável-je (főhadparancsnoka),
- Ferdinánd (1507–1534), Guarda hercege,
- Alfonz (1509–1540), bíboros, Lisszabon érseke,
- Mária (1511–1513), gyermekként meghalt,
- Henrik (1512–1580) bíboros, 1578–80 között I. (Kardinális) Henrik néven Portugália utolsó Avis-házi királya,
- Eduárd (1515–1540), Guimarães negyedik hercege,
- Antal (1516–1516), születésekor meghalt.

Beatrix infánsnőt, aki keresztnevét apai nagyanyja után kapta, a kortársak szép külsejű, éles eszű és ambiciózus személyiségnek írták le. Beatrix infánsnő V. Károly német-római császár sógora volt. (Nővére, Izabella infánsnő 1526-ban a császárhoz ment feleségül). Anyai nagyapjának, I. Mánuel portugál királynak harmadik felesége, Habsburg Eleonóra királyné V. Károly császár nővére volt.
Már Savoya hercegének feleségeként, 1531-ben sógorától, a frissen császárrá választott V. Károlytól megkapta Asti Grófságát szuverén hűbérbirtokul. Haláláig viselte Asti szuverén grófnőjének címét.

### Házassága, gyermekei

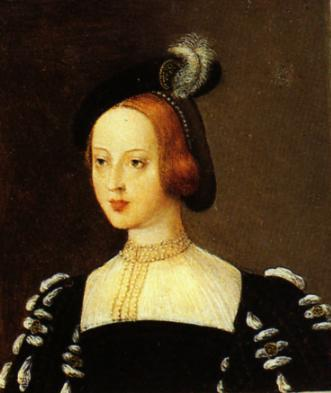
Portugáliai Beatrix savoyai hercegné

1521. szeptember 29-én Villefranche-sur-Mer-ben a 17 éves Beatrix infánsnő feleségül ment a Savoyai-házból való, 35 éves III. (Jó) Károly savoyai herceghez (1486–1553), II. (Bresse-i) Fülöp savoyai hercegnek (1438–1497) és második feleségének, Claudine de Brosse-nak (1450–1513) legidősebb fiához, aki már 1504 óta a Savoyai Hercegség uralkodó hercege volt.
Házasságukból kilenc gyermek született, de csak egyikük, Emánuel Filibert érte meg a felnőttkort:
- Hadrián János Amadé (Adriano Giovanni Amadeo, 1522–1523), Piemont hercege,
- Lajos (Ludovico, 1523–1536), Hadrián halála után Piemont hercege,
- Emánuel Filibert (Emanuele Filiberto, 1528–1580), Lajos halála után Piemont hercege, trónörökös, aki Valois Margitot, Berry hercegnőjét, II. Henrik francia király leányát vette el.
- Katalin (Caterina, 1529–1536),
- Mária (1530–1531),
- Izabella (1532–1533),
- Emánuel (+/† 1533),
- Emánuel (+/† 1534),
- János Mária (Giovanni Maria, 1537–1538)

### Savoya hercegnéje

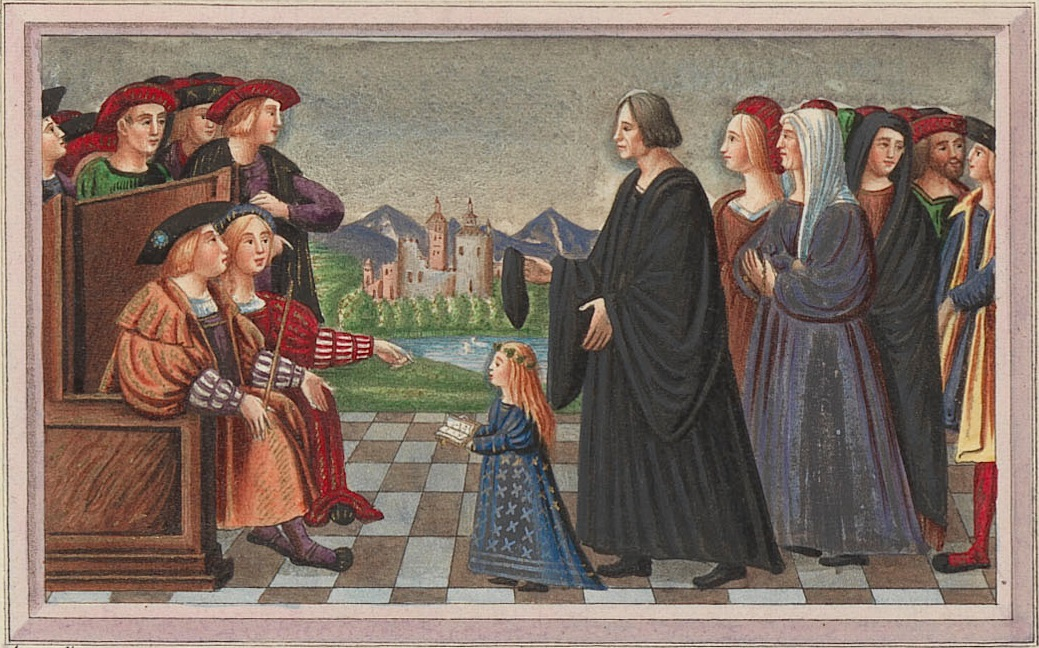
III. Károly herceg és Beatrix hercegné audienciát tart

1534-ben a hercegi székvárosban, Chambéryben fogadta rokonát, a 13 éves Krisztina dán királyi hercegnőt (1521–1590), II. Keresztély dán király leányát, V. Károly német-római császár unokahúgát, akit előző évben, 1533-ban Brüsszelben a császár utasítására eljegyeztek a 39 éves, nagybeteg (II.) Francesco Sforza milánói herceggel, és most úton volt Milánó felé. (1534. május 4-én tartotta esküvőjét a milánói dómban). Egy évvel később, 1535-ben Francesco Sforza meghalt. Stampa gróf, Milánó követe házassági tervet javasolt a 14 éves özvegy Krisztina hercegné és Beatrix legidősebb fia, a 12 éves Lajos herceg, Savoya trónörököse között. A házasság révén enyhült volna a Milánói Hercegség függése a császári hatalomtól. Beatrix támogatta a tervet, és amikor Lajos herceg 1536-ban meghalt, következő fiát, Emánuel Filibertet javasolta vőlegénynek. A házassági terv, amely ellentétben állt volna V. Károly császár érdekeivel, nem valósult meg.
Francesco Sforza herceg halála után I. Ferenc francia király hadjáratot indított Milánó megszerzéséért. Újabb újabb itálai háború tört ki, 1536 áprilisában a franciák lerohanták Savoyát és Piemontot, elfoglalták Torinót, de Milánóig nem jutottak el. Károly savoyai herceg Nizzába menekült, Beatrix hercegnét két élő gyermekével (Emánuel Filiberttel és Katalinnal) az özvegy Krisztina hercegnéhez küldte Milánóba. Beatrix magával vitte a Chambéryben őrzött Krisztus-ereklyét (mai nevén a torinói leplet) is. Hétéves leánya, Katalin 1536-ban meghalt, csak egyetlen élő gyermeke maradt, Emánuel Filibert. Májusban Paviában találkozott sógorával, a császárral is, de az megtagadta hozzájárulását Krisztina és Emánuel Filibert házasságától, és a Savoyai Hercegség helyreállítására sem tett ígéretet. Ezután Milánóban élt az özvegy Krisztina hercegnénál, akivel szoros barátságot kötött.
1537 október végén Károly császár Brüsszelbe rendelte Krisztina hercegnét, akit a frissen megözvegyült VIII. Henrik angol királyhoz próbált hozzáadni. 1537 novemberében Milánó spanyol alkirálya Beatrix hercegnét Genovába kísérte, a császárhoz, akitől katonai segítséget kért Savoya és Piemont visszaszerzéséhez, de elutasításra talált. Beatrix ezután férjéhez, III. Károlyhoz költözött Nizzába, ahol 1537 végén megszülte kilencedik gyermekét, János Máriát. A szülés után rövid idővel, 1538 januárjában Beatrix gyermekágyban meghalt, 33 éves korában, utolsó gyermekével együtt.

### Utódjának későbbi sorsa
Beatrix saját hűbérbirtokát, Asti szuverén grófságát egyetlen fia, Emánuel Filibert örökölte, a grófság betagolódott a Savoyai-ház örökös birtokai közé. Beatrix özvegye, III. Károly herceg 1553-ban hunyt el, de fia csak 1559-ben vehette birtokba örökségét, amikor az 1551–59-es Habsburg–Valois háborút lezáró cateau-cambrésis-i békeszerződés Savoyában és Piemontban is visszahelyezte jogaiba a Savoyai-házat.
Fia, Emánuel Filibert 1580-ban, nagybátyjának, I. Henrik portugál királynak elhunytakor kihasználta az előállt örökösödési válságot, és igényt támasztott (anyja jogán) a portugál királyi trónra. A hatalmi vetélkedést egy másik unokaöcs, II. Fülöp spanyol király fegyverei erejével döntötte el, a portugál örökösödési háborúban 1583-ban magának szerezte meg Portugália koronáját.